# 2,3-Diméthylbutane
Le 2,3-diméthylbutane est un des isomères de l'hexane. Il a donc pour formule brute C6H14. C'est un hydrocarbure de la famille des alcanes. Il a pour autre nom biisopropyl ou diisopropyl.  